# Louis de Beaumont
Louis de Beaumont (en anglais : Lewis de Beaumont) (av. 1270 – 24 septembre 1333) est un ecclésiastique anglais devenu évêque de Durham et qui a joué un certain rôle pendant les guerres d'indépendance de l'Écosse.

## Origines et carrière presbytérale
Louis de Beaumont est issu de la famille de Beaumont, qui a de solides liens avec la France, dont elle est originaire. Ses parents sont Louis de Brienne et Agnès de Beaumont-au-Maine, vicomte et vicomtesse de Beaumont-en-Maine et seigneurs de Beaumont-le-Vicomte, de Sainte-Suzanne, de La Flèche, de Fresnay et du Lude. Louis est le petit-fils de Jean de Brienne, roi de Jérusalem, par sa troisième épouse Bérengère de León, ce qui fait de lui le cousin du futur roi d'Angleterre Édouard II. Il a pour frère Henri de Beaumont, comte de Buchan par son mariage avec Alice Comyn, et pour sœur Isabelle, épouse du baron anglais John de Vesci. Isabelle et Henri de Beaumont deviennent des membres importants de la cour d'Angleterre lorsqu'Édouard II monte sur le trône en 1307. Toutefois, l'opposition des barons d'Angleterre au roi publie les Ordonnances de 1311, qui imposent entre autres le bannissement de la cour des membres de la famille de Beaumont.
Louis s'installe vraisemblablement en Angleterre avant 1285, date à laquelle il est nommé chanoine d'York. En 1291, il devient trésorier de la cathédrale de Salisbury. Jusqu'en 1308, il reçoit plusieurs propositions de poste à la cathédrale de Wells à Auckland et à Norton ainsi qu'au Mans. À la suite du décès de l'évêque Richard Kellaw le 9 octobre 1316, le poste d'évêque de Durham devient vacant. Une nouvelle élection doit avoir lieu mais les différents acteurs politiques de la région vont s'affronter pour pouvoir imposer leur candidat. Les moines du prieuré de Durham choisissent comme évêque Henry Stamford, prieur de Finchale. Le roi préfère la candidature de son protégé Thomas Charlton. Thomas de Lancastre et Humphrey de Bohun, leaders de la fronde baronniale, privilégient successivement John Kynardsey puis John Walwayn. Enfin, la reine Isabelle et son entourage français défendent fermement la candidature de son cousin Louis de Beaumont. Le roi accepte initialement le choix des moines mais se ravise rapidement, probablement grâce à l'influence de son épouse, et laisse la décision finale au pape Jean XXII, qui désigne Louis de Beaumont le 9 février 1317.

## Évêque de Durham

### Enlèvement
Les temporalités de l'évêché de Durham sont accordées à Louis de Beaumont dès le 4 mai 1317. Cependant, sa consécration épiscopale va prendre une tournure dramatique. Édouard II a du mal à s'extirper du conflit anglo-écossais contre le roi d'Écosse Robert Bruce et demande l'aide du pape. Jean XXII, pressé d'obtenir le soutien des rois d'Angleterre et d'Écosse dans une croisade en Terre sainte, accède à la requête du roi d'Angleterre. À l'été 1317, deux légats papaux, Luca Fieschi et Gaucelme de Jean, sont envoyés en Angleterre afin de négocier une trêve avec l'Écosse et de menacer d'excommunier Bruce s'il refuse. Beaumont a lui l'intention de profiter de leur séjour en Angleterre pour obtenir sa consécration le 4 septembre 1317, jour du transfert des ossements de Cuthbert de Lindisfarne, saint patron de Northumbrie.
Alors qu'il se rend vers Durham accompagné des deux cardinaux et de son frère Henri, alors gardien des Marches, Louis de Beaumont est enlevé avec son frère le 1er septembre aux environs de Darlington par le brigand Gilbert Middleton, un ancien écuyer du roi. Les deux frères Beaumont sont séparés et détenus à Morpeth et Mitford tandis que les cardinaux voient leurs effets personnels dérobés. Les Beaumont sont libérés seulement en décembre 1317 après avoir payé une lourde rançon. Middleton poursuit ses méfaits en pillant Durham et en assiégeant le château d'Alnwick et le prieuré de Tynemouth. Il n'est capturé qu'après avoir été surpris dans une embuscade près de Mitford. Emmené à Londres, il est condamné à mort et exécuté en présence des deux légats, qui ont échoué à parvenir à un accord avec le roi d'Écosse. Quelques membres de la bande de Middleton se retrouvent plus tard dans la suite du comte de Lancastre, même si l'implication de ce dernier dans l'enlèvement des frères Beaumont n'a jamais été prouvée. Louis de Beaumont est enfin consacré le 26 mars 1318 en l'abbaye de Westminster.

### Défense contre les Écossais
Louis de Beaumont devient évêque au moment où l'Angleterre a du mal à repousser les raids écossais incessants à la suite de la déroute de Bannockburn en 1314. L'évêché de Durham se trouve à un lieu stratégique au nord de l'Angleterre, ce qui contraint Beaumont à être très attentif face aux mouvements écossais, notamment après le pillage de Hartlepool en 1315 et la destruction des récoltes par les envahisseurs en 1317. Afin que les Écossais épargnent le diocèse, les évêques locaux leurs paient une rançon à huit reprises entre 1311 et 1327 : il semble qu'au total, entre 4,266 et 5,333 £ aient été déboursées. Cependant, Louis de Beaumont assure le roi Édouard qu'il construirait un « mur de pierre » contre toute invasion écossaise depuis le nord. Il est mis à l'épreuve avant même sa consécration puisque le 30 juillet 1317, Edmond FitzAlan lui ordonne de mettre l'évêché en état d'alerte face à l'éventualité d'une invasion. En 1319, Beaumont nomme Thomas Grey de Heaton shérif de Norham et connétable du château de Norham : ce geste relève sans doute d'une redevance de Louis, puisque son frère Henri avait été sauvé par Grey en 1304 lors du siège du château de Stirling.
Louis de Beaumont va néanmoins endurer la colère du roi au sujet des incursions écossaises. En effet, à l'automne 1322, l'armée de Robert Bruce défait l'armée d'Édouard II à la désastreuse bataille d'Old Byland. Constatant l'inefficacité flagrante de l'évêque de Durham, le roi accorde le commandement de l'armée anglaise des environs à Andrew Harclay, le brillant tacticien qui a su assurer la victoire du roi à la bataille de Boroughbridge la même année. De son côté, la reine Isabelle est isolée à Tynemouth, qui est bientôt encerclé par les Écossais. Elle appelle à l'aide son époux, qui ne peut lui fournir des renforts. La reine doit embarquer secrètement pour échapper à la flotte écossaise et ne parvient que difficilement à atteindre York, où elle rejoint le roi. Furieuse, elle accuse le favori de son époux, Hugues le Despenser, d'avoir poussé Édouard à la retraite plutôt que de la secourir. De son côté, Édouard II rejette la faute sur le protégé de la reine, Louis de Beaumont, dont le « mur de pierre » n'a pas eu l'effet escompté. Pour la reine, cette mésaventure signe la fin de son mariage avec le roi, dont elle est progressivement écartée à cause des intrigues de Despenser. Beaumont reçoit quant à lui le blâme du roi, qui le rend responsable des souffrances des populations locales à cause de son incompétence dans une lettre adressée le 10 février 1323. Son rôle dans la défense du nord du royaume se réduit et il est progressivement marginalisé par Ralph Neville (en).

### Différends locaux
Après la défaite et l'exécution du comte de Lancastre en mars 1322, le roi procède à la confiscation de ses biens au profit de la couronne. L'élimination de l'opposition baronniale dans le nord incite Louis de Beaumont à revendiquer, par ses droits ecclésiastiques, certaines terres confisquées se trouvant en son diocèse. Le différend avec le roi Édouard II au sujet de Skilsworth joue en sa défaveur. Toutefois, la possession de Felling lui est confirmée par Édouard III, ce qui lui permet de le donner à son ami Thomas Surtees. Beaumont prend part au couronnement d'Édouard III en 1327 et en profite pour demander des privilèges épiscopaux que détenaient auparavant ses prédécesseurs. Le roi les lui accorde pour ses biens situés entre la Tyne et la Tees, mais l'insistance de Beaumont provoque sa disgrâce auprès de la reine Isabelle et de Roger Mortimer, tous deux régents au nom du jeune roi.
Les querelles de Beaumont ne se limitent pas qu'avec la cour. Considéré comme avide par la plupart des chroniques rédigées au même moment, il est même dénoncé par ses détracteurs comme un analphabète, ce qui ne fait qu'entacher sa réputation. Plusieurs conflits le lient aux moines du chapitre de la cathédrale de Durham. D'abord, Beaumont exige que le prieur Geoffrey Burdon lui fasse un prêt de 3,000 £. Voulant peu après remplacer Burdon, Louis de Beaumont effectue en 1322 une inspection du chapitre, au cours de laquelle il soulève plusieurs accusations contre le prieur, le contraignant à la renonciation de sa charge le 25 janvier 1323. Les moines proposent comme nouveau prieur William Gisburn, mais reviennent sur leur décision et choisissent William Couton, apprécié par Beaumont. Sa nomination a lieu le 3 mai 1323. Néanmoins, une controverse, déjà formulée en 1319 par l'archidiacre Thomas Goldsborough, ressurgit au même moment au sujet des responsabilités du prieur. Beaumont apporte son soutien à l'archidiacre et accuse de désobéissance les moines dans une lettre adressée au pape. L'évêque de Durham menace les moines de saisir leurs bénéfices mais renonce finalement en 1325 et confirme leurs droits.
Un différend similaire lie à partir de 1328 Louis de Beaumont avec l'archevêque d'York William Melton. Beaumont réclame en effet les pleins pouvoirs épiscopaux dans l'Allertonshire (en), ce qui conduit à des affrontements violents entre ses partisans et ceux de l'archevêque. Finalement, un compromis est trouvé : l'église de Leake est placée sous l'autorité de Beaumont mais le chapitre de Leake et l'archevêque Melton peuvent continuer à percevoir les revenus de Leake. Le statut légal du prieur de Durham dans le Northumberland est reconnu en 1331 par Beaumont : en 1328, Beaumont a fait une nouvelle visite dans la cathédrale de Durham au cours de laquelle il a souhaité renvoyer trois officiers mais William Couton a fait part de son objection. Bien que Beaumont n'ait fait aucune allégation sérieuse, les trois officiers ont quitté leurs postes. Par la suite, Louis de Beaumont a désiré visiter d'autres prieurés de Durham mais y a renoncé lorsqu'une somme de 100 marcs lui a été proposée par les différents prieurés concernés.

## Mort
Louis de Beaumont meurt le 24 septembre 1333 à Brantingham. Il est enterré le 6 octobre suivant près de l'autel de la cathédrale de Durham.